# IC 1244
IC 1244 — галактика типу S? (спіральна галактика) у сузір'ї Геркулес.
Цей об'єкт міститься в оригінальній редакції індексного каталогу.